# ادگار (بازیکن فوتبال، زاده ۱۹۹۱)
ادگار (انگلیسی: Edgar؛ زادهٔ ۱۸ ژوئن ۱۹۹۱) بازیکن فوتبال اهل برزیل است.
از باشگاه‌هایی که در آن بازی کرده‌است می‌توان به باشگاه فوتبال اتلتیکو پارانائنزه اشاره کرد.